# 24 Heures du Mans 1995
Navigation
Édition précédente Édition suivante
Les 24 Heures du Mans 1995 sont la 63e édition de l'épreuve et se déroulent les 17 et 18 juin 1995 sur le circuit de la Sarthe.
À noter qu'environ 80 % du plateau des 24 Heures du Mans 1995 est composé de voitures des catégories GT1 et GT2 du championnat BPR, si bien qu'avant le départ, il est difficile de savoir si c'est une GT ou un prototype qui s'imposera. La pluie, présente pendant une grande partie de l'épreuve, va favoriser les GT. En effet, plus lourdes, elles peuvent mieux utiliser leur puissance et sont moins soumises au phénomène d'aquaplanage.
Plusieurs concurrents français semblent en position de briller à l'image de WR, qui monopolise la première ligne, et de Courage, qui termine troisième. 

## Nombre de pilotes qualifiés pour la course
144 pilotes s'élancent de la grille de départ de cette soixante-troisième édition des 24 Heures du Mans. Cette année, une seule femme prend part à la course.
| 52 Français  | 23 Britanniques | 16 Japonais | 11 Italiens  | 9 Allemands   |
| 9 Suisses    | 7 Américains    | 5 Espagnols | 3 Brésiliens | 2 Danois      |
| 1 Autrichien | 1 Belge         | 1 Canadien  | 1 Finlandais | 1 Néerlandais |
| 1 Suédois    | 1 Tchèque       |             |              |               |

## Déroulement de la course

### Classements intermédiaires
| Pos. | Après la 1re heure | Après la 1re heure                                                                      | Après 6 heures | Après 6 heures                                                                          | Après 12 heures | Après 12 heures                                                                         | Après 18 heures | Après 18 heures                                                                         |
| Pos. | n°                 | Voiture / Pilotes                                                                       | n°             | Voiture / Pilotes                                                                       | n°              | Voiture / Pilotes                                                                       | n°              | Voiture / Pilotes                                                                       |
| ---- | ------------------ | --------------------------------------------------------------------------------------- | -------------- | --------------------------------------------------------------------------------------- | --------------- | --------------------------------------------------------------------------------------- | --------------- | --------------------------------------------------------------------------------------- |
| 1    | 9                  | Welter Racing WR LM94 (LMP2) David - Bouvet - Balandras                                 | 25             | GTC Gulf Racing McLaren F1 GTR (GT1) Raphanel - Alliot - Owen-Jones                     | 51              | Harrods Mach One Racing / David Price Racing McLaren F1 GTR (GT1) Wallace - Bell - Bell | 59              | Kokusai Kaihatsu Racing McLaren F1 GTR (GT1) Dalmas - Sekiya - Lehto                    |
| 2    | 8                  | Welter Racing WR LM94 (LMP2) Gonin - Petit - Rostan                                     | 49             | West Compétition / David Price Racing McLaren F1 GTR (GT1) Nielsen - Mass - Dr. Bscher  | 59              | Kokusai Kaihatsu Racing McLaren F1 GTR (GT1) Dalmas - Sekiya - Lehto                    | 51              | Harrods Mach One Racing / David Price Racing McLaren F1 GTR (GT1) Wallace - Bell - Bell |
| 3    | 13                 | Courage Compétition Courage C34 (WSC) Wollek - Hélary - Andretti                        | 51             | Harrods Mach One Racing / David Price Racing McLaren F1 GTR (GT1) Wallace - Bell - Bell | 13              | Courage Compétition Courage C34 (WSC) Wollek - Hélary - Andretti                        | 13              | Courage Compétition Courage C34 (WSC) Wollek - Hélary - Andretti                        |
| 4    | 49                 | West Compétition / David Price Racing McLaren F1 GTR (GT1) Nielsen - Mass - Dr. Bscher  | 59             | Kokusai Kaihatsu Racing McLaren F1 GTR (GT1) Dalmas - Sekiya - Lehto                    | 50              | Giroix Racing Team McLaren F1 GTR (GT1) Giroix - Deletraz - Grouillard                  | 24              | GTC Gulf Racing McLaren F1 GTR (GT1) Blundell - Bellm - Sandro Sala                     |
| 5    | 51                 | Harrods Mach One Racing / David Price Racing McLaren F1 GTR (GT1) Wallace - Bell - Bell | 37             | Larbre Compétition Porsche 911 GT2 Evo (GT2) Dupuy - Collard - Ortelli                  | 24              | GTC Gulf Racing McLaren F1 GTR (GT1) Blundell - Bellm - Sandro Sala                     | 50              | Giroix Racing Team McLaren F1 GTR (GT1) Giroix - Deletraz - Grouillard                  |

### Classement final de la course

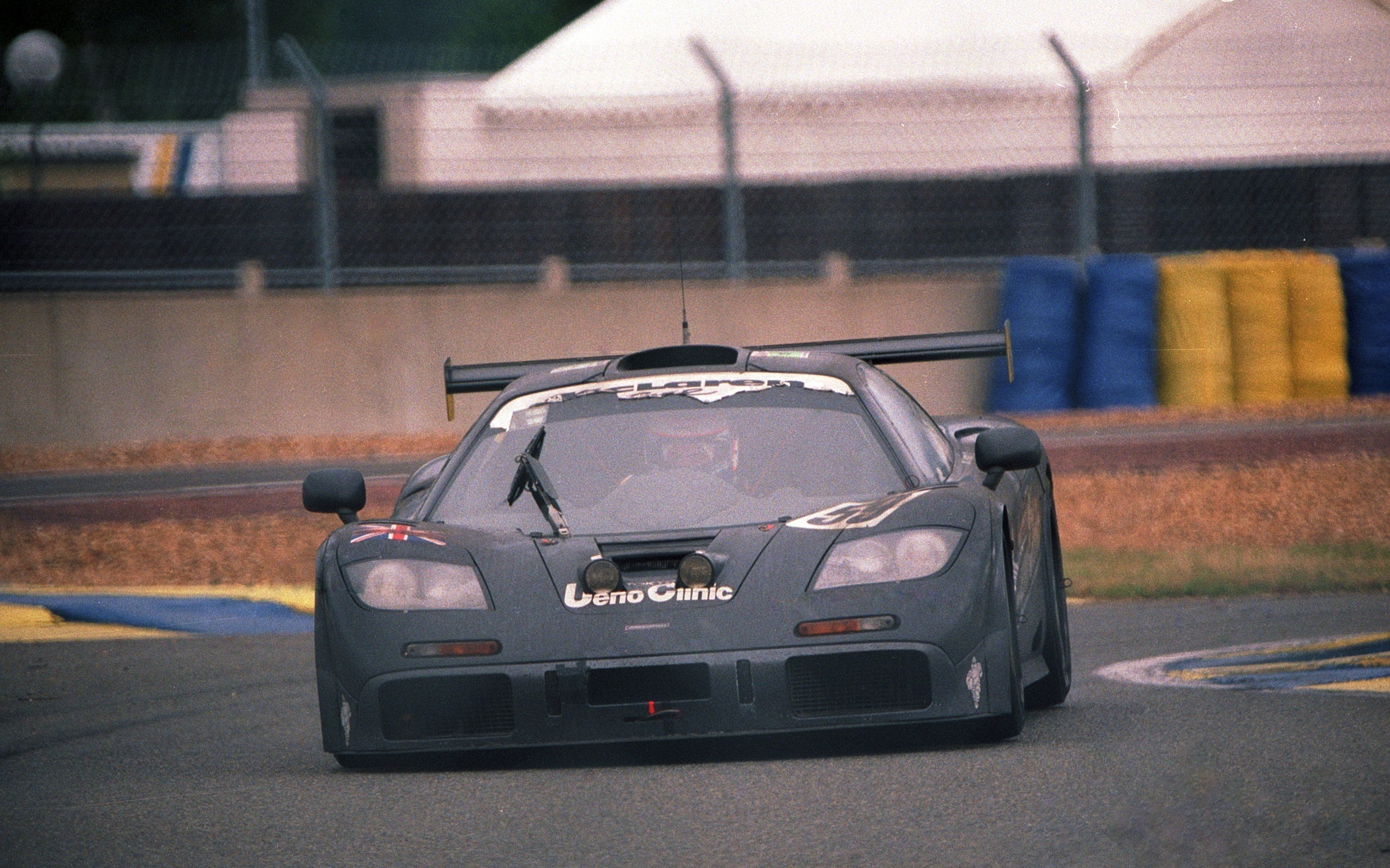
La McLaren F1 no 59, victorieuse de l'édition.

Voici le classement officiel au terme des 24 heures de course.
- Les vainqueurs de chaque catégorie sont signalés par un fond jauni.
- Pour la colonne Pneus, il faut passer le curseur au-dessus du modèle pour connaître le manufacturier de pneumatiques.

| Pos.  | Catégorie | N° | Écurie                                       | Pilotes                                                               | Châssis                            | Pneus | Tours |
| Pos.  | Catégorie | N° | Écurie                                       | Pilotes                                                               | Moteur                             | Pneus | Tours |
| ----- | --------- | -- | -------------------------------------------- | --------------------------------------------------------------------- | ---------------------------------- | ----- | ----- |
| 1     | GT1       | 59 | Kokusai Kaihatsu Racing                      | Yannick Dalmas Masanori Sekiya JJ Lehto                               | McLaren F1 GTR                     | M     | 298   |
| 1     | GT1       | 59 | Kokusai Kaihatsu Racing                      | Yannick Dalmas Masanori Sekiya JJ Lehto                               | BMW S70 6.1L V12                   | M     | 298   |
| 2     | WSC       | 13 | Courage Compétition                          | Bob Wollek Éric Hélary Mario Andretti                                 | Courage C34                        | M     | 297   |
| 2     | WSC       | 13 | Courage Compétition                          | Bob Wollek Éric Hélary Mario Andretti                                 | Porsche Type-935 3.0L Turbo Flat-6 | M     | 297   |
| 3     | GT1       | 51 | Harrods Mach One Racing David Price Racing   | Andy Wallace Derek Bell Justin Bell                                   | McLaren F1 GTR                     | G     | 296   |
| 3     | GT1       | 51 | Harrods Mach One Racing David Price Racing   | Andy Wallace Derek Bell Justin Bell                                   | BMW S70 6.1L V12                   | G     | 296   |
| 4     | GT1       | 24 | GTC Gulf Racing                              | Mark Blundell Ray Bellm Maurizio Sandro Sala                          | McLaren F1 GTR                     | M     | 291   |
| 4     | GT1       | 24 | GTC Gulf Racing                              | Mark Blundell Ray Bellm Maurizio Sandro Sala                          | BMW S70 6.1L V12                   | M     | 291   |
| 5     | GT1       | 50 | Giroix Racing Team                           | Fabien Giroix Jean-Denis Delétraz Olivier Grouillard                  | McLaren F1 GTR                     | M     | 290   |
| 5     | GT1       | 50 | Giroix Racing Team                           | Fabien Giroix Jean-Denis Delétraz Olivier Grouillard                  | BMW S70 6.1L V12                   | M     | 290   |
| 6     | WSC       | 4  | Porsche Kremer Racing                        | Thierry Boutsen Hans-Joachim Stuck Christophe Bouchut                 | Kremer K8 Spyder                   | G     | 289   |
| 6     | WSC       | 4  | Porsche Kremer Racing                        | Thierry Boutsen Hans-Joachim Stuck Christophe Bouchut                 | Porsche Type-935 3.0L Turbo Flat-6 | G     | 289   |
| 7     | WSC       | 5  | D.T.R. Mazdaspeed Co. Ltd.                   | Yōjirō Terada Jim Downing Franck Fréon                                | Kudzu DG-3                         | G     | 282   |
| 7     | WSC       | 5  | D.T.R. Mazdaspeed Co. Ltd.                   | Yōjirō Terada Jim Downing Franck Fréon                                | Mazda 13B 2.0L 4-Rotor             | G     | 282   |
| 8     | GT2       | 84 | Team Kunimitsu Honda                         | Keiichi Tsuchiya Akira Iida Kunimitsu Takahashi                       | Honda NSX                          | Y     | 275   |
| 8     | GT2       | 84 | Team Kunimitsu Honda                         | Keiichi Tsuchiya Akira Iida Kunimitsu Takahashi                       | Honda 3.0L V6                      | Y     | 275   |
| 9     | GT2       | 73 | Callaway Compétition                         | Enrico Bertaggia Johnny Unser Frank Jelinski                          | Callaway Corvette SuperNatural     | BF    | 273   |
| 9     | GT2       | 73 | Callaway Compétition                         | Enrico Bertaggia Johnny Unser Frank Jelinski                          | Chevrolet 6.3L V8                  | BF    | 273   |
| 10    | GT1       | 22 | NISMO                                        | Hideo Fukuyama Masahiko Kondō Shunji Kasuya                           | Nissan Skyline GT-R LM             | B     | 271   |
| 10    | GT1       | 22 | NISMO                                        | Hideo Fukuyama Masahiko Kondō Shunji Kasuya                           | Nissan 2.6L Turbo I6               | B     | 271   |
| 11    | GT2       | 75 | Agusta Racing Team                           | Robin Donovan Eugene O'Brien Riccardo Agusta                          | Callaway Corvette SuperNatural     | D     | 271   |
| 11    | GT2       | 75 | Agusta Racing Team                           | Robin Donovan Eugene O'Brien Riccardo Agusta                          | Chevrolet 6.3L V8                  | D     | 271   |
| 12    | GT1       | 34 | Pilot Aldix Racing                           | Michel Ferté Olivier Thévenin Carlos Palau                            | Ferrari F40 LM                     | M     | 270   |
| 12    | GT1       | 34 | Pilot Aldix Racing                           | Michel Ferté Olivier Thévenin Carlos Palau                            | Ferrari 3.0L Turbo V8              | M     | 270   |
| 13    | GT1       | 42 | BBA Compétition                              | Jean-Luc Maury-Laribière Marc Sourd Hervé Poulain                     | McLaren F1 GTR                     | D     | 266   |
| 13    | GT1       | 42 | BBA Compétition                              | Jean-Luc Maury-Laribière Marc Sourd Hervé Poulain                     | BMW S70 6.1L V12                   | D     | 266   |
| 14    | GT1       | 27 | SARD Co. Ltd.                                | Jeff Krosnoff Marco Apicella Mauro Martini                            | Toyota Supra LM                    | D     | 264   |
| 14    | GT1       | 27 | SARD Co. Ltd.                                | Jeff Krosnoff Marco Apicella Mauro Martini                            | Toyota 3S-GTE 2.1L Turbo I4        | D     | 264   |
| 15    | GT2       | 77 | Seikel Motorsport                            | Guy Kuster Karel Dolejší Peter Seikel                                 | Porsche 911 GT2 (993)              | P     | 263   |
| 15    | GT2       | 77 | Seikel Motorsport                            | Guy Kuster Karel Dolejší Peter Seikel                                 | Porsche 3.6L Turbo Flat-6          | P     | 263   |
| 16    | GT2       | 78 | Jean-François Veroux                         | Eric van de Vyver Didier Ortion Jean-François Veroux                  | Porsche 911 GT2 (993)              | G     | 262   |
| 16    | GT2       | 78 | Jean-François Veroux                         | Eric van de Vyver Didier Ortion Jean-François Veroux                  | Porsche 3.6L Turbo Flat-6          | G     | 262   |
| 17    | GT2       | 81 | Richard Jones                                | Nick Adams Richard Jones Gerard MacQuillan                            | Porsche 911 GT2 (993)              | G     | 250   |
| 17    | GT2       | 81 | Richard Jones                                | Nick Adams Richard Jones Gerard MacQuillan                            | Porsche 3.6L Turbo Flat-6          | G     | 250   |
| 18    | GT1       | 41 | Ennea SRL Ferrari Club Italia                | Gary Ayles (en) Massimo Monti Fabio Mancini                           | Ferrari F40 GTE                    | P     | 237   |
| 18    | GT1       | 41 | Ennea SRL Ferrari Club Italia                | Gary Ayles (en) Massimo Monti Fabio Mancini                           | Ferrari 3.0L Turbo V8              | P     | 237   |
| 19    | GT1       | 54 | Freisinger Motorsport                        | Wolfgang Kaufmann Yukihiro Hane Michel Ligonnet (de)                  | Porsche 993 Bi-Turbo               | G     | 229   |
| 19    | GT1       | 54 | Freisinger Motorsport                        | Wolfgang Kaufmann Yukihiro Hane Michel Ligonnet (de)                  | Porsche 3.8L Turbo Flat-6          | G     | 229   |
| 20    | LMP2      | 14 | Didier Bonnet                                | Patrice Roussel Edouard Sezionale Bernard Santal                      | Debora LMP295                      | M     | 222   |
| 20    | LMP2      | 14 | Didier Bonnet                                | Patrice Roussel Edouard Sezionale Bernard Santal                      | Ford Cosworth 2.0L Turbo I4        | M     | 222   |
| N. c. | GT1       | 44 | Automobiles Venturi SA                       | Jean-Marc Gounon Paul Belmondo Arnaud Trévisiol                       | Venturi 600 SLM                    | M     | 193   |
| N. c. | GT1       | 44 | Automobiles Venturi SA                       | Jean-Marc Gounon Paul Belmondo Arnaud Trévisiol                       | Renault PRV 3.0L Turbo V6          | M     | 193   |
| N. c. | GT2       | 71 | Team Marcos                                  | David Leslie Chris Marsh François Migault                             | Marcos Mantara LM600               | D     | 184   |
| N. c. | GT2       | 71 | Team Marcos                                  | David Leslie Chris Marsh François Migault                             | Chevrolet 6.3L V8                  | D     | 184   |
| N. c. | GT1       | 46 | Honda Motor Co. Ltd.                         | Hideki Okada Philippe Favre (en) Naoki Hattori                        | Honda NSX GT1                      | D     | 121   |
| N. c. | GT1       | 46 | Honda Motor Co. Ltd.                         | Hideki Okada Philippe Favre (en) Naoki Hattori                        | Honda 3.0L Turbo V6                | D     | 121   |
| Abd.  | LMP2      | 9  | Welter Racing                                | William David Jean-Bernard Bouvet Richard Balandras                   | WR LM 94                           | M     | 196   |
| Abd.  | LMP2      | 9  | Welter Racing                                | William David Jean-Bernard Bouvet Richard Balandras                   | Peugeot 2.0L Turbo V6              | M     | 196   |
| Abd.  | GT1       | 45 | Éric Graham                                  | François Birbeau Éric Graham Ferdinand de Lesseps                     | Venturi 600 LM                     | D     | 178   |
| Abd.  | GT1       | 45 | Éric Graham                                  | François Birbeau Éric Graham Ferdinand de Lesseps                     | Renault PRV 3.0L Turbo V6          | D     | 178   |
| Abd.  | WSC       | 3  | Porsche Kremer Racing                        | Jürgen Lässig Franz Konrad Antonio Herrmann de Azevedo                | Kremer K8 Spyder                   | G     | 163   |
| Abd.  | WSC       | 3  | Porsche Kremer Racing                        | Jürgen Lässig Franz Konrad Antonio Herrmann de Azevedo                | Porsche Type-935 3.0L Turbo Flat-6 | G     | 163   |
| Abd.  | GT1       | 23 | NISMO                                        | Kazuyoshi Hoshino Toshio Suzuki Masahiko Kageyama                     | Nissan Skyline GT-R LM             | B     | 157   |
| Abd.  | GT1       | 23 | NISMO                                        | Kazuyoshi Hoshino Toshio Suzuki Masahiko Kageyama                     | Nissan 2.6L Turbo I6               | B     | 157   |
| Abd.  | GT1       | 57 | PC Automotive Jaguar                         | Richard Piper Tiff Needell James Weaver                               | Jaguar XJ220                       | D     | 135   |
| Abd.  | GT1       | 57 | PC Automotive Jaguar                         | Richard Piper Tiff Needell James Weaver                               | Jaguar JV6 3.5L Turbo V6           | D     | 135   |
| Abd.  | GT2       | 70 | Team Marcos                                  | Chris Hodgetts Thomas Erdos Cor Euser                                 | Marcos Mantara LM600               | D     | 133   |
| Abd.  | GT2       | 70 | Team Marcos                                  | Chris Hodgetts Thomas Erdos Cor Euser                                 | Chevrolet 6.3L V8                  | D     | 133   |
| Abd.  | GT1       | 49 | West Compétition David Price Racing          | John Nielsen Jochen Mass Dr. Thomas Bscher                            | McLaren F1 GTR                     | G     | 131   |
| Abd.  | GT1       | 49 | West Compétition David Price Racing          | John Nielsen Jochen Mass Dr. Thomas Bscher                            | BMW S70 6.1L V12                   | G     | 131   |
| Abd.  | GT1       | 43 | BBA Compétition                              | Emmanuel Clérico Laurent Lécuyer Bernard Chauvin                      | Venturi 600 LM                     | D     | 130   |
| Abd.  | GT1       | 43 | BBA Compétition                              | Emmanuel Clérico Laurent Lécuyer Bernard Chauvin                      | Renault PRV 3.0L Turbo V6          | D     | 130   |
| Abd.  | GT1       | 58 | PC Automotive Jaguar                         | Bernard Thuner Olindo Iacobelli Win Percy                             | Jaguar XJ220                       | D     | 123   |
| Abd.  | GT1       | 58 | PC Automotive Jaguar                         | Bernard Thuner Olindo Iacobelli Win Percy                             | Jaguar JV6 3.5L Turbo V6           | D     | 123   |
| Abd.  | GT2       | 76 | Agusta Racing Team                           | Thorkild Thyrring Almo Coppelli Patrick Bourdais                      | Callaway Corvette SuperNatural     | D     | 96    |
| Abd.  | GT2       | 76 | Agusta Racing Team                           | Thorkild Thyrring Almo Coppelli Patrick Bourdais                      | Chevrolet 6.3L V8                  | D     | 96    |
| Abd.  | GT2       | 37 | Larbre Compétition                           | Dominique Dupuy Emmanuel Collard Stéphane Ortelli                     | Porsche 911 GT2 Evo                | M     | 82    |
| Abd.  | GT2       | 37 | Larbre Compétition                           | Dominique Dupuy Emmanuel Collard Stéphane Ortelli                     | Porsche 3.6L Turbo Flat-6          | M     | 82    |
| Abd.  | GT2       | 79 | Stadler Motorsport                           | Enzo Calderari Lilian Bryner Andreas Fuchs (de)                       | Porsche 911 GT2 (993)              | P     | 81    |
| Abd.  | GT2       | 79 | Stadler Motorsport                           | Enzo Calderari Lilian Bryner Andreas Fuchs (de)                       | Porsche 3.6L Turbo Flat-6          | P     | 81    |
| Abd.  | GT1       | 25 | GTC Gulf Racing                              | Pierre-Henri Raphanel Philippe Alliot Lindsay Owen-Jones              | McLaren F1 GTR                     | M     | 77    |
| Abd.  | GT1       | 25 | GTC Gulf Racing                              | Pierre-Henri Raphanel Philippe Alliot Lindsay Owen-Jones              | BMW S70 6.1L V12                   | M     | 77    |
| Abd.  | GT1       | 36 | Larbre Compétition                           | Jean-Pierre Jarier Jesús Pareja Érik Comas                            | Porsche 911 GT2 Evo                | M     | 64    |
| Abd.  | GT1       | 36 | Larbre Compétition                           | Jean-Pierre Jarier Jesús Pareja Érik Comas                            | Porsche 3.6L Turbo Flat-6          | M     | 64    |
| Abd.  | GT2       | 91 | Heico Motorsport Kremer Racing               | Tomás Saldaña Miguel Ángel de Castro Prince Alfonso d'Orleans Bourbon | Porsche 911 GT2 (993)              | G     | 63    |
| Abd.  | GT2       | 91 | Heico Motorsport Kremer Racing               | Tomás Saldaña Miguel Ángel de Castro Prince Alfonso d'Orleans Bourbon | Porsche 3.6L Turbo Flat-6          | G     | 63    |
| Abd.  | GT1       | 30 | ZR-1 Corvette Team USA                       | John Paul Jr. Chris McDougall James Mero                              | Chevrolet Corvette ZR-1            | G     | 57    |
| Abd.  | GT1       | 30 | ZR-1 Corvette Team USA                       | John Paul Jr. Chris McDougall James Mero                              | Chevrolet 6.3L Turbo V8            | G     | 57    |
| Abd.  | GT1       | 40 | Ennea SRL Ferrari Club Italia                | Anders Olofsson Luciano della Noce Tetsuya Ota (en)                   | Ferrari F40 GTE                    | P     | 42    |
| Abd.  | GT1       | 40 | Ennea SRL Ferrari Club Italia                | Anders Olofsson Luciano della Noce Tetsuya Ota (en)                   | Ferrari 3.0L Turbo V8              | P     | 42    |
| Abd.  | GT1       | 52 | Lister Cars Ltd.                             | Geoff Lees Dominic Chappell (en) Rupert Keegan                        | Lister Storm GTS                   | M     | 40    |
| Abd.  | GT1       | 52 | Lister Cars Ltd.                             | Geoff Lees Dominic Chappell (en) Rupert Keegan                        | Jaguar 7.0L V12                    | M     | 40    |
| Abd.  | GT1       | 55 | Jean-Claude Miloe Société Larbre Compétition | Pierre Yver Jean-Luc Chéreau Jack Leconte                             | Porsche 911 GT2 Evo                | M     | 40    |
| Abd.  | GT1       | 55 | Jean-Claude Miloe Société Larbre Compétition | Pierre Yver Jean-Luc Chéreau Jack Leconte                             | Porsche 3.6L Turbo Flat-6          | M     | 40    |
| Abd.  | LMP2      | 8  | Welter Racing                                | Patrick Gonin Pierre Petit Marc Rostan                                | WR LM 94                           | M     | 33    |
| Abd.  | LMP2      | 8  | Welter Racing                                | Patrick Gonin Pierre Petit Marc Rostan                                | Peugeot 2.0L Turbo V6              | M     | 33    |
| Abd.  | WSC       | 11 | Courage Compétition                          | Henri Pescarolo Franck Lagorce Éric Bernard                           | Courage C41                        | G     | 26    |
| Abd.  | WSC       | 11 | Courage Compétition                          | Henri Pescarolo Franck Lagorce Éric Bernard                           | Chevrolet 5.0L V8                  | G     | 26    |
| Abd.  | GT1       | 26 | SARD Co. Ltd.                                | Alain Ferté Kenny Acheson Tomiko Yoshikawa                            | Sard MC8-R                         | D     | 14    |
| Abd.  | GT1       | 26 | SARD Co. Ltd.                                | Alain Ferté Kenny Acheson Tomiko Yoshikawa                            | Toyota 4.0L Turbo V8               | D     | 14    |
| Abd.  | GT2       | 82 | Elf Haberthur Racing                         | Charles Margueron Pierre de Thoisy Philippe Siffert                   | Porsche 911 GT2 (993)              | P     | 13    |
| Abd.  | GT2       | 82 | Elf Haberthur Racing                         | Charles Margueron Pierre de Thoisy Philippe Siffert                   | Porsche 3.6L Turbo Flat-6          | P     | 13    |
| Abd.  | WSC       | 1  | Euromotorsport Racing Inc.                   | Massimo Sigala Jay Cochran René Arnoux                                | Ferrari 333 SP                     | G     | 7     |
| Abd.  | WSC       | 1  | Euromotorsport Racing Inc.                   | Massimo Sigala Jay Cochran René Arnoux                                | Ferrari F310E 4.0L V12             | G     | 7     |
| Abd.  | GT1       | 47 | Honda Motor Co. Ltd.                         | Armin Hahne Bertrand Gachot Ivan Capelli                              | Honda NSX GT1                      | D     | 7     |
| Abd.  | GT1       | 47 | Honda Motor Co. Ltd.                         | Armin Hahne Bertrand Gachot Ivan Capelli                              | Honda 3.0L Turbo V6                | D     | 7     |

Détail :
- La Venturi 600 SLM no 44, la Honda NSX GT1 no 46 et la Marcos LM600 no 71 n'ont pas été classées pour distance parcourue insuffisante (moins de 70 % de la distance parcourue par le 1er).

## Pole position et record du tour
- Pole position : William David sur WR LM 94 Welter Racing no 9 en 3 min 46 s 05.
- Meilleur tour en course : Patrick Gonin sur WR LM 94 Welter Racing no 8 en 3 min 51 s 41 au 4e tour.

## Tours en tête
- no 8 WR LM 94 - Welter Racing : 10 (1-10)
- no 49 McLaren F1 GTR - West Compétition : 104 (11 / 13 / 16-21 / 28-69 / 78-131)
- no 13 Courage C 34 - Courage Compétition : 1 (12)
- no 9 WR LM 94 - Welter Racing : 2 (14-15)
- no 51 McLaren F1 GTR - Mach One Racing : 131 (22-27 / 132-199 / 203-205 / 218-271)
- no 25 McLaren F1 GTR - Gulf Racing : 8 (70-77)
- no 59 McLaren F1 GTR - Kokusai Kaihatso UK : 42 (200-202 / 206-217 / 272-298)

## Statistiques
- Longueur du circuit : 13,600 km
- Distance parcourue : 4 055,800 km
- Vitesse moyenne : 168,992 km/h
- Écart avec le 2e : 9,461 km
- 170 000 spectateurs